# Camí de la Creu (Reus)
El Camí de la Creu és un camí del terme de Reus a la comarca catalana del Baix Camp.
És el camí de la dreta, direcció est-sud-est, dels dos en què es dividia, arran de la Riera del Pi de Bofarull, el camí que procedent de Reus passa pel llit de la Riera del Molinet i que es coneixia com el Camí de la Canonja a Tarragona. Se li diu de la Creu entre la Creu de Ferro i La Canonja.
La Creu de Ferro ha desaparegut del seu lloc en construir-se una desviació de la carretera de Tarragona. Era una creu estilitzada, malmesa, perquè li havien desaparegut els braços. S'aixecava damunt d'una gran base de pedra i donava nom al Camí de la Creu. Era tocant al camí, vora la terra del Mas de Nicolau i vora el Mas de Sostres.
L'altre camí que sortia a la Creu de Ferro era el camí de La Boella, que va desaparèixer el 1829 quan van fer la carretera Amàlia, o carretera de Reus a Tarragona. La Creu marcava la cruïlla i indicava la fi del terme de Reus, ja que allí començava el Territori de Tarragona, una possessió del bisbat.